# Pont-Saint-Esprit (most)
Pont Saint-Esprit (tudi Pont du Saint-Esprit, 'Most Svetega Duha') je cestni most čez reko Rono v istoimenskem kraju v departmaju Gard, v regiji Oksitanija in povezuje na desnem bregu reke del naselja Le-Bout-du-Pont v občini Lamotte-du-Rhône, v departmaju Vaucluse, v regiji Provansa-Alpe-Azurna obala (Provence-Alpes-Côte d'Azur). Večina mostu je danes v občini Lamotte-du-Rhône.

## Opis
Most je bil zgrajen med letoma 1265-1309 in ima 20 kamnitih lokov, tudi 13 večjih in 7 mamnših. V 19. stoletju sta bila prva dva loka tik pred vasjo nadomeščena z velikim lokom iz litega železa. Na tem mestu je danes betonski lok od leta 1950. Most ni raven ampak se po prvih 12 lokih izrazito prepogne, potem pa sledi manjša odstopanje od preme.
Ima en vozni pas za vsako smer in zelo ozek hodnik na južni strani. Terase na stebrih velikega loka in nišo na približno dveh tretjinah dolžine omogoča pešcem prostor za počitek.
Dolžina mostu je največkrat navedena kot 919 m. V resnici je dolg okoli 856 m, od tega je 72 m sodoben betonski lok in njegov močni steber.  Kamniti loki so različne široki, so visoki segmentni loki z razponi do 30 m. Manjši loki so nad poplavnim levem bregu in komaj vidni iz aluvialne prsti. Stebri stojijo na širokih temeljih, na katerih so zložene skale, da se prepreči izpodjedanje. Vsi stebri imajo prehodne odprtine, da se zmanjša pritisk vode na most v primeru poplav.

## Zgodovina
Zgrajen med letoma 1265-1309 je kamniti ločni most najstarejši obstoječi most čez reko Rono. Dolgo je bil edini most med Lyonom in morjem in najdaljši most v Evropi.
O njegovi izgradnji krožijo različne legende, vključno o Svetem Duhu, ki je prepričal za gradnjo opata in most je iz Pontifes Frères nastal most verske bratovščine. Verjetno je njegovo ime povzeto po starejši kapeli Svetega Duha, ki je stala tukaj. Zdi se gotovo, da je gradnjo mostu omogočil bogat trgovec iz vasi Saint-Saturnin-du-Port (latinsko Portum Sancti Saturnini), ki je večinoma iz versko motiviranih donacij oblikoval bratovščino in zbiral potrebna sredstva,  kar bi danes lahko opisali kot neprofitno organizacijo. Tudi obrtniki so bili med njihovim članstvom.
Most je utrpel ponavljajoče poplave Rone in bil pod različnimi upravljavci, kar je pomenilo, da ga je bilo treba večkrat popraviti in je bil občasno urejen samo za pešce in prazna vozila. Medtem so za prehod reke uporabljali trajekt. Leta 1686 je bil okrepljen in razširjen.
V 19. stoletju so bili parniki tako močni, da so bili sposobni premagati močan tok Rone in vleči ladje. Da bi jim to omogočili, so leta 1856 prvi steber razstrelili in zgradili litoželezen lok z razponom 60 m namesto prvih dveh kamnitih obokov. Del iz litega železa so izdelali v livarni Émile Martin v Fourchambault na Loari.
- Litoželezni lok
- Vlačilec pod mostom

Med drugo svetovno vojno je bil ta litoželezni lok uničen in kasneje leta 1954 obnovljen v obliki današnjega armiranobetonskega loka.
Ker je gradnja kanala Canal de Donzère-Mondragon in HE André Blondel Limited, je v stari strugi le malo vode, tako da je velik del mostu večinoma na suhem.